# Akesina basalis
Akesina basalis és una espècie de lepidòpter zigenoïdeu de la família dels himantoptèrids (Himantopteridae), subfamília Anomoeotinae, l'única del gènere Akesina. És endèmica de l'Índia (Himachal Pradesh).